# Bjørn Barth
Bjørn Barth (* 22. März 1931 in Sandefjord; † 1. Mai 2014 in Tønsberg) war ein norwegischer Diplomat.
Im Jahr 1960 begann Barth für das norwegische Außenministerium tätig zu werden. Von 1989 bis 1993 war er Botschafter bei der OECD, von 1993 bis 1996 Botschafter in Griechenland und von 1996 bis 1999 in den Niederlanden.

## Belege
1. ↑  Store Norske Leksikon: Bjørn Barth, abgerufen am 11. Mai 2014

| Personendaten    | Personendaten         |
| ---------------- | --------------------- |
| NAME             | Barth, Bjørn          |
| KURZBESCHREIBUNG | norwegischer Diplomat |
| GEBURTSDATUM     | 22. März 1931         |
| GEBURTSORT       | Sandefjord            |
| STERBEDATUM      | 1. Mai 2014           |
| STERBEORT        | Tønsberg              |